# Aeroportul Rand
Aeroportul Rand (IATA: QRA, ICAO: FAGM) este un aeroport din Provincia Gauteng, Africa de Sud. A fost deschis în 1931.
Situat la o altitudine de 1.670 m, aeroportul dispune de o singură pistă.